# Campionat capixaba

Campionat capixaba / Espírito Santo

El Campionat Capixaba és el campionat estatal de futbol d'Espírito Santo.

## Història
De 1917 a 1929 es disputà el Campeonato da Cidade de Vitória, una competició disputada per clubs de la ciutat de Vitória. El 1930, aquesta competició fou reemplaçada pel Campeonato Capixaba, disputada per tots els clubs de l'estat.

## Campions
Font:
Campeonato da Cidade de Vitória
- 1917:  América (1)
- 1918:  Rio Branco (1)
- 1919:  Rio Branco (2)
- 1920:  Vitória (1)
- 1921:  Rio Branco (3)
- 1922:  América (2)
- 1923:  América (3)
- 1924:  Rio Branco (4)
- 1925:  América (4)
- 1926:  Floriano (1)
- 1927:  América (5)
- 1928:  América (6)
- 1929:  Rio Branco (5)

Campeonato Capixaba
- 1930:  Rio Branco (6)
- 1931:  Santo Antônio (1)
- 1932:  Vitória (2)
- 1933:  Vitória (3)
- 1934:  Rio Branco (7)
- 1935:  Rio Branco (8)
- 1936:  Rio Branco (9)
- 1937:  Rio Branco (10)
- 1938:  Rio Branco (11)
- 1939:  Rio Branco (12)
- 1940:  Americano (1)
- 1941:  Rio Branco (13)
- 1942:  Rio Branco (14)
- 1943:  Vitória (4)
- 1944:  Caxias (1)
- 1945:  Rio Branco (15)
- 1946:  Rio Branco (16)
- 1947:  Rio Branco (17)
- 1948:  Cachoeiro (1)
- 1949:  Rio Branco (18)
- 1950:  Vitória (5)
- 1951:  Rio Branco (19)
- 1952:  Vitória (6)
- 1953:  Santo Antônio (2)
- 1954:  Santo Antônio (3)
- 1955:  Santo Antônio (4)
- 1956:  Vitória (7)
- 1957:  Rio Branco (20)
- 1958:  Rio Branco (21)
- 1959:  Rio Branco (22)
- 1960:  Santo Antônio (5)
- 1961:  Santo Antônio (6)
- 1962:  Rio Branco (23)
- 1963:  Rio Branco (24)
- 1964:  Des. Ferroviária (1)
- 1965:  Des. Ferroviária (2)
- 1966:  Rio Branco (25)
- 1967:  Des. Ferroviária (3)
- 1968:  Rio Branco (26)
- 1969:  Rio Branco (27)
- 1970:  Rio Branco (28)
- 1971:  Rio Branco (29)
- 1972:  Des. Ferroviária (4)
- 1973:  Rio Branco (30)
- 1974:  Des. Ferroviária (5)
- 1975:  Rio Branco (31)
- 1976:  Vitória (8)
- 1977:  Des. Ferroviária (6)
- 1978:  Rio Branco (32)
- 1979:  Des. Ferroviária (7)
- 1980:  Des. Ferroviária (8)
- 1981:  Des. Ferroviária (9)
- 1982:  Rio Branco (33)
- 1983:  Rio Branco (34)
- 1984:  Des. Ferroviária (10)
- 1985:  Rio Branco (35)
- 1986:  Des. Ferroviária (11)
- 1987:  Guarapari (1)
- 1988:  Ibiraçu (1)
- 1989:  Des. Ferroviária (12)
- 1990:  Colatina (1)
- 1991:  Muniz Freire (1)
- 1992:  Des. Ferroviária (13)
- 1993:  Linhares EC (1)
- 1994:  Des. Ferroviária (14)
- 1995:  Linhares EC (2)
- 1996:  Des. Ferroviária (15)
- 1997:  Linhares EC (3)
- 1998:  Linhares EC (4)
- 1999:  SD Serra FC (1)
- 2000:  Des. Ferroviária (16)
- 2001:  Alegrense (1)
- 2002:  Alegrense (2)
- 2003:  SD Serra FC (2)
- 2004:  SD Serra FC (3)
- 2005:  SD Serra FC (4)
- 2006:  Vitória (9)
- 2007:  Linhares FC (1)
- 2008:  SD Serra FC (5)
- 2009:  São Mateus (1)[2][3]
- 2010:  Rio Branco (36)
- 2011:  São Mateus (2)
- 2012:  Aracruz (1)
- 2013:  Des. Ferroviária (17)
- 2014:  Estrela do Norte (1)
- 2015:  Rio Branco (37)
- 2016:  Des. Ferroviária (18)
- 2017:  Atlético Itapemirim (1)
- 2018:  SD Serra FC (6)
- 2019:  Vitória (10)
- 2020:  Rio Branco-VN (1)
- 2021:  Real Noroeste (1)
- 2022:  Real Noroeste (2)
- 2023:  Real Noroeste (3)
- 2024:  Rio Branco (38)
- 2025:  Rio Branco (39)

## Títols per equip
- Rio Branco Atlético Clube (Cariacica) 39 títols
- Associação Desportiva Ferroviária (Cariacica) 18 títols
- Vitória Futebol Clube (Vitória) 10 títols
- América Futebol Clube (Vitória) 6 títols
- Santo Antônio Futebol Clube (Vitória) 6 títols
- Sociedade Desportiva Serra Futebol Clube (Serra) 6 títols
- Linhares Esporte Clube (Linhares) 4 títols
- Real Noroeste Capixaba Futebol Clube (Águia Branca) 3 títols
- Alegrense Futebol Clube (Alegre) 2 títols
- Centro Educativo Recreativo Associação Atlética São Mateus (São Mateus) 2 títols
- Sport Club Americano (Vitória) 1 títol
- Cachoeiro Futebol Clube (Cachoeiro do Itapemirim) 1 títol
- Caxias Futebol Clube (Vitória) 1 títol
- Associação Atlética Colatina (Colatina) 1 títol
- Floriano Futebol Clube (Vitória) 1 títol
- Guarapari Esporte Clube (Guarapari) 1 títol
- Ibiraçu Esporte Clube (Ibiraçu) 1 títol
- Muniz Freire Futebol Clube (Muniz Freire) 1 títol
- Linhares Futebol Clube (Linhares) 1 títol
- Esporte Clube Aracruz (Aracruz) 1 títol
- Estrela do Norte Futebol Clube (Cachoeiro do Itapemirim) 1 títol
- Clube Atlético Itapemirim (Itapemirim) 1 títol
- Rio Branco Futebol Clube (Venda Nova do Imigrante) 1 títol